# Gynacantha pasiphae
Gynacantha pasiphae är en trollsländeart som beskrevs av Maurits Anne Lieftinck 1948. Gynacantha pasiphae ingår i släktet Gynacantha och familjen mosaiktrollsländor. Inga underarter finns listade i Catalogue of Life.